# Nikolaj Denkov
Nikolaj Denkov Denkov (in bulgaro Никола́й Де́нков Де́нков?; Stara Zagora, 3 settembre 1962) è un politico e chimico bulgaro, Primo ministro della Bulgaria dal 6 giugno 2023 al 9 aprile 2024 a seguito di un accordo di coalizione tra i partiti Continuiamo il Cambiamento e Cittadini per lo Sviluppo Europeo della Bulgaria.
In passato è stato Ministro dell'Istruzione e della Scienza della Repubblica di Bulgaria. Denkov è membro dell'Accademia bulgara delle scienze e docente presso l'Università di Sofia.

## Biografia
Nikolaj Denkov è nato il 3 settembre 1962 nella città tracia di Stara Zagora. Dopo la scuola elementare si è trasferito nella capitale bulgara Sofia, dove si è diplomato al Ginnasio nazionale per la scienza e la matematica nel 1980. In seguito ha frequentato un master in chimica e farmacia presso l'Università San Clemente di Ocrida di Sofia, che ha completato nel 1987. Nel 1993 ha difeso la tesi e ha conseguito il dottorato. Denkov è docente a contratto dal 1997 e professore di chimica fisica presso l'Università di Sofia dal 2008. Tra il 2008 e il 2015 è stato preside della Facoltà di Chimica tecnica e direttore del Master in sistemi di dispersione nelle tecnologie chimiche presso la Facoltà di Chimica e Farmacia dell'Università di Sofia. Dal 2007 è dottore in chimica. Si è specializzato in Giappone e all'Università di Uppsala in Svezia e ha lavorato come scienziato senior negli istituti di ricerca di aziende private come Unilever (Stati Uniti) e Rhône-Poulenc (Francia).
Tra il 2012 e il 2013 Denkov è stato membro di vari gruppi di lavoro presso il Ministero dell'Istruzione e della Scienza e nel Consiglio dei ministri. Ha partecipato attivamente allo sviluppo teorico del programma operativo Scienza e istruzione per una crescita intelligente e alle discussioni per l'accordo di partenariato per il 2013-2020 tra la Repubblica di Bulgaria e la Commissione europea.
Dall'agosto 2014 all'aprile 2016 Denkov è stato viceministro dell'istruzione e della scienza nel governo Borisov II, responsabile dell'istruzione superiore e dei fondi strutturali europei, compresa l'attuazione del programma operativo Scienza e istruzione per una crescita intelligente. Dal 27 gennaio 2017 al 4 maggio 2017 è stato ministro dell'istruzione e della scienza nel governo ad interim guidato da Ognjan Gerdžikov.
Nel 2019 Denkov ha ricevuto il Premio Solvay della European Colloid and Interface Society (ECIS) per i risultati della sua ricerca ed è stato eletto membro a pieno titolo dell'Academia Europæa. Nel 2010 è stato insignito del più alto riconoscimento nazionale "Pitagora" per i risultati scientifici dal Ministero bulgaro dell'Istruzione e della Scienza. Nel 2013 ha ricevuto la Medaglia d'Onore con Nastro Azzurro dall'Università di Sofia.
Tra il 12 maggio 2021 e il 13 dicembre 2021 è stato nuovamente ministro dell'istruzione e la scienza nei governi ad interim Janev I e Janev II durante la pandemia di COVID-19. Dopo le elezioni parlamentari del novembre 2021, quando Continuiamo il Cambiamento (PP) aveva ottenuto la maggioranza relativa dell'Assemblea nazionale e poteva formare una coalizione in grado di governare, Denkov è stato scelto come ministro dell'istruzione nel gabinetto di Kiril Petkov.
Il 22 maggio 2023 Marija Gabriel, incaricata di negoziare la formazione del nuovo governo a seguito delle elezioni parlamentari in Bulgaria del 2023, ha annunciato un accordo per una coalizione di governo tra il suo partito e i liberali di Continuiamo il Cambiamento; secondo tale accordo valido per un anno e mezzo, nei primi nove mesi l'esecutivo sarà presieduto da Nikolaj Denkov, cui poi succederà la stessa Gabriel, che nel frattempo eserciderà le funzioni di vicepresidente del governo e ministro degli affari esteri.
Egli è ufficialmente entrato in carica come Primo ministro il 6 giugno 2023, dopo l’approvazione dell’Assemblea Nazionale. Ha presentato le sue dimissioni il 5 marzo 2024, come da accordi stipulati all'inizio del periodo di governo, successivamente saltati.